# CODOD
CODOD (англ. Combined Diesel or diesel,  Комбіновані дизель або дизель) -  тип комбінованої морської енергетичної установки, в якій є два дизельні двигуни, але одночасна їх робота неможлива.
У цій системі, подібно до системи COGOG, один двигун малої потужності та високої ефективності використовується для руху із крейсерською швидкістю, а інший, високої потужності - для прискорення та руху з максимальною швидкістю.
Коробка передач дозволяє лише окрему роботу кожного з двигунів.